# Дональдсон, Стивен
Стивен Ридер Дональдсон (англ. Stephen Reeder Donaldson, род. 13 мая 1947 года) — американский писатель-фантаст, пишущий в жанрах научной фантастики, фэнтези и мистической прозы. Наибольшую известность получил благодаря своей трилогии «Томас Ковенант». Диплом бакалавра Дональдсон получил в Колледже Вустера, а магистра в Университете Кент Стэйт. В настоящее время проживает в Нью-Мексико. В Великобритании его имя обычно пишут просто «Стивен Дональдсон» (без «Р»).

## Премии и награды
- 1979 Премия Джона В. Кэмпбелла лучшему новому писателю-фантасту
- 1978 British Fantasy Award в номинации «Роман — Премия им. Августа Дерлета» за роман «Хроники Томаса Ковенанта, Неверующего» (англ. The Chronicles of Thomas Covenant the Unbeliever)
- 1981 Balrog Awards в номинации «Роман» за «Раненая Страна» (англ. The Wounded Land)
- 1983 Balrog Awards в номинации «Роман» за «Первое дерево» (англ. The One Tree)
- 1985 Balrog Awards за «Сборник/Антология» «Daughter of Regals and Other Tales»
- 2000 Всемирная премия фэнтези в номинации «Сборник» за «Reave the Just and Other Tales»

### Интервью
- Interview on wotmania.com